# Gertrud Lockmann
Gertrud Lockmann (Hambourg, 29 avril 1895 - 10 septembre 1962) est une femme politique allemande. 